# Artёm Bystrov
Artёm Bystrov (Nižnij Novgorod, 19 marzo 1985) è un attore russo.

## Filmografia parziale

### Attore
- Durak[1] (2014)
- T-34 - Eroi d'acciaio (2019)
- Malen'kij voin[2] (2021)
- Skaži ej (2021)

## Premi
- Premio per il miglior attore del Locarno Film Festival
- Diploma d'Onore del Presidente della Federazione Russa